# 팀 스위니
티모시 D. 스위니(Timothy D. Sweeney, 1970년 ~ )는 미국의 비디오 게임 개발자이다. 언리얼 엔진를 제작했으며 개발사 에픽게임즈를 창립하고 현재까지 CEO로 재직 중이다.